# ميتلاند وارد
ميتلاند وارد (بالإنجليزية: Maitland Ward)‏ (ولدت آشلي ميتلاند ويلكوس؛ 3 فبراير 1977) ممثلة أمريكية، لعبت دور جيسيكا فوريستر في المسلسل التلفزيوني الجرأة والجميلة.

## روابط خارجية
- ميتلاند وارد على موقع IMDb (الإنجليزية)
- ميتلاند وارد على موقع ميتاكريتيك (الإنجليزية)
- ميتلاند وارد على موقع روتن توميتوز (الإنجليزية)
- ميتلاند وارد على موقع ألو سيني (الفرنسية)
- ميتلاند وارد على موقع تيرنر كلاسيك موفيز (الإنجليزية)
- ميتلاند وارد على موقع أول موفي (الإنجليزية)
- ميتلاند وارد على موقع قاعدة بيانات الأفلام السويدية (السويدية)
- ميتلاند وارد على موقع ديسكوغز (الإنجليزية)
- ميتلاند وارد على موقع قاعدة بيانات الفيلم (الإنجليزية)
- ميتلاند وارد على موقع ليتربوكسد (الإنجليزية)
- MaitlandWardعلى تويتر.